# Klemen Lavrič
Klemen Lavrič (Trbovlje, 12 juni 1981) is een Sloveens voetballer die als aanvaller speelt.

## Sloveens voetbalelftal
Lavrič begon zijn professionele carrière bij Rudar Velenje, daarnaast debuteerde hij in 2004 in het Sloveens nationaal elftal en speelde 25 interlands, waarin hij 6 keer scoorde. In het seizoen 2004/05 speelde hij voor de Duitse club Dynamo Dresden, waar hij in de wedstrijd tegen Rot-Weiss Essen in de 65e minuut met een omhaal een doelpunt maakte dat later werd verkozen tot Doelpunt van het Jaar 2004.